# Josef Šural
Josef Šural (* 30. Mai 1990 in Hustopeče, Tschechoslowakei; † 29. April 2019 in Alanya, Türkei) war ein tschechischer Fußballspieler.

## Karriere

### Verein
Josef Šural begann seine Profikarriere beim FC Zbrojovka Brünn. Als der Club in der Saison 2010/11 in die zweite tschechische Liga abstieg, wechselte Šural gemeinsam mit Michael Rabušic zum FC Slovan Liberec. Mit diesem Verein gewann er 2011/12 die tschechische Meisterschaft. Im Januar 2016 schloss er sich zur Rückrunde der Saison 2015/16 Sparta Prag an.
Zur Rückrunde der Spielzeit 2018/19 wechselte er zum türkischen Erstligisten Alanyaspor.

### Nationalmannschaft
Bei der Fußball-Europameisterschaft 2016 in Frankreich wurde er in das tschechische Aufgebot aufgenommen. Seinen ersten Einsatz hatte er im Auftaktspiel gegen Spanien als Einwechselspieler in den Schlussminuten. Danach kam er auch in den Partien gegen Kroatien und die Türkei als Einwechselspieler jeweils im letzten Spieldrittel aufs Feld. Als Gruppenletzter schied das Team nach der Vorrunde aus.

## Tod
Šural starb im April 2019 im Alter von 28 Jahren in Alanya, Türkei infolge schwerer Verletzungen durch einen Verkehrsunfall des Kleinbusses, mit dem er auf dem Rückweg von einem Auswärtsspiel in Kayseri beim dortigen Verein Kayserispor gewesen war.

## Titelerfolge
FC Slovan Liberec
- Meister Gambrinus Liga 2011/12